# ジョン・トーマス (軍人)
ジョン・トーマス（英:John Thomas、1724年 - 1776年6月2日）は、アメリカ、マサチューセッツ湾植民地出身の医者、軍人である。アメリカ独立戦争では大陸軍の少将であり、ボストン包囲戦では指揮者の一人であった。トーマスは、カナダ侵攻作戦の終盤、大陸軍の撤退を指揮することになったが、就任間もなく天然痘で死亡した。
トーマスは、マサチューセッツのマーシュフィールドで生まれた。青年時代のトーマスはメドフォードでタフツ博士について医学を学び、キングストンで医者としての修行を積み始めた。

## 植民地戦争
ジョージ王戦争の1746年、トーマスはノバスコシアのアナポリスロイアルに向かう連隊の軍医に指名された。後にはウィリアム・シャーリー将軍の連隊でも軍医を務めた。軍隊での勤務が気に入ってくると、1747年には軍医の任務と中尉の任務を取り換えた。
フレンチ・インディアン戦争では、トーマスはマサチューセッツ民兵隊の大佐に昇進し、1759年には再びノバスコシアで従軍した。1760年、ジェフリー・アマースト将軍がモントリオール攻撃と占領軍の指揮官にトーマスを指名した。戦後、トーマスはキングストンでの医業に復帰した。

## アメリカ独立戦争
アメリカ独立戦争の開戦が近付いたときに、トーマスはプリマス郡の第2マサチューセッツ連隊に志願して入り、その大佐となった。1775年2月、マサチューセッツ植民地議会はトーマスを准将に昇格させた。トーマスは連隊を率いてボストン包囲戦に参加し、6月には大陸会議によって大陸軍の准将に指名された。
トーマスは当初大陸会議に指名された4人の少将の中に自分の名前が無いことに失望して、一時期身を引いた。大陸会議が各植民地から一人以下の少将を指名しようとしていたときは、アートマス・ウォードに優先権（筆頭の少将）が与えられた。しかし、ジョージ・ワシントンとチャールズ・リーの二人の将軍がトーマスの慰留に務め、軍務に復することになった。大陸会議は大陸軍の准将の中ではトーマスが第1優先順位にあるという決議を行った。
1776年3月4日の夜、トーマスはボストン南港を見下ろすドーチェスター高地にその師団を率いて登った。ヘンリー・ノックスがタイコンデロガ砦からもたらした大砲を高地に据えてイギリス艦隊を威嚇すると、イギリス軍は撤退を余儀なくされ、3月17日にボストンを明け渡した。トーマスはついに少将に指名された。
カナダ侵攻作戦の途中でリチャード・モントゴメリー将軍が戦死したため、トーマスがカナダ方面軍の指揮官となった。トーマスは1776年5月1日にケベック市を包囲中の軍隊に合流した。しかし、その軍隊は総勢で1,000名を割り込んでおり、ケベック市の防衛軍はそれより多いという状況だった。しかも大陸軍の300名以上は徴兵期間をとっくに過ぎており、悪いことに天然痘が猛威を奮い始めていた。
トーマスは病気になった兵士をすぐにトロワリヴィエールまで後送した。トーマスは残った兵士とともに撤退を始めた。トーマスはシャンブリー近くのリシュリュー川まで撤退する途中で、自身も天然痘に罹り1776年6月2日に死んだ。6月18日、大陸軍はカナダ侵攻作戦を諦めた。